# سعيد الحجوي
سعيد الحجوي ممثل ومخرج مغربي من مواليد مدينة تطوان شمال المغرب. مثل في عدة أفلام مغربية، وأجنبية، منها على سبيل المثال فيلم زمن الرفاق إخراج محمد الشريف الطريبق، وفيلم اولاد البلاد إخراج محمد إسماعيل، وموت للبيع إخراج فوزي بنسعيدي، أيضا فيلم الزمن العاقر والفيلم الإسباني chicos normales، كما عمل على تأليف وإخراج مجموعة من المسرحيات، منها مسرحية بغداد تؤجل عرسها، ومسرحية عقدة صحيحة.

## روابط خارجية
- سعيد الحجوي على موقع imdb